# بازداشتگاه پلاک ۱۰۰
بازداشتگاه پلاک صد (۱۰۰) یک بازداشتگاه سرّی و غیررسمی در شیراز و زیرِ نظر  وزارت اطلاعات است و در نزدیکی زندان عادل‌آباد فعالیت می‌کند.

## مشخصات
گفته می‌شود سلول‌های بازداشتگاه سه راهرو جداگانه قرار دارد. راهروها به ترتیب دارای ۶ سلول، ۳ سلول و ۵ سلول هستند. در این بازداشتگاه راهروهای دیگری نیز وجود دارد که مورد استفاده قرار نمی‌گیرد و روی دیوارهای آن امضاهایی دیده شده که نشان می‌دهد این بازداشتگاه از دهه ۴۰ فعالیت داشته‌است.
سلول‌های این بازداشتگاه در زمستان سرد است و دائماً چراغ‌هایی در هریک از سلول‌های آن روشن است که خوابیدن را برای زندانی دشوار می‌کند.
در برخی سلول‌ها که بزرگتر هستند، ۳ تا ۵ نفر نگهداری می‌شوند دیگر سلول‌های کوچکتر برای نگهداری انفرادی اختصاص دارد. هواخوریِ این بازداشتگاه، پشت بخش بازجویی آن قرار داد.
یکی از زندانیان سیاسی گفته‌است ساختار بازداشتگاه اطلاعات شیراز به این شکل است که راهروهایی که سلول در آن قرار دارد روبه‌روی یکدیگر ساخته شده‌است و زمانی که در یک سلول در راهروی روبه‌رو و حتی در راهرویی که سلول فرد وجود دارد باز می‌شود، تصور می‌کنید در سلول شما باز می‌شود و این انتظار در طولانی مدت باعث فشارهای روانی می‌شود.

## رخدادها

### کشته شدن یک زندانی
رضا محمدی زندانی سیاسی در شیراز که در سال ۸۸ در تجمع سالروز حافظ دستگیر و به پلاک ۱۰۰ منتقل گردیده بود و بعد از مدتها خانواده او متوجه وجودش در زندان پلاک ۱۰۰ شیراز شدند تا اینکه در اول اسفند ماه به خانواده گفته می‌شود که فرزندشان مصدوم و تحت درمان می‌باشد و بعد از چند روز به خانواده اطلاع دادند که او به علت زمین‌خوردن در حمام فوت کرده‌است.

فرزاد خرد زندانی سیاسی زندانی مذهبی  در ۲۷ مهرماه ۱۳۹۰ توسط وزارت اطلاعات دستگیر شد 
و ۲۱۷ روز در پلاک ۱۰۰ بازداشت بود 
وقایعی را از اونجا تعریف کرده هر انسانی فرو می‌ریزد 
شگردهای غیرقانونی برای اعتراف‌های اجباری 

## مشخصات
ویرایش
گفته می‌شود سلول‌های بازداشتگاه سه راهرو جداگانه قرار دارد. راهروها به ترتیب دارای ۶ سلول، ۳ سلول و ۵ سلول هستند. در این بازداشتگاه راهروهای دیگری نیز وجود دارد که مورد استفاده قرار نمی‌گیرد و روی دیوارهای آن امضاهایی دیده شده که نشان می‌دهد این بازداشتگاه از دهه ۴۰ فعالیت داشته‌است.
سلول‌های این بازداشتگاه در زمستان سرد است و دائماً چراغ‌هایی در هریک از سلول‌های آن روشن است که خوابیدن را برای زندانی دشوار می‌کند. در برخی سلول‌ها که بزرگتر هستند، ۳ تا ۵ نفر نگهداری می‌شوند دیگر سلول‌های کوچکتر برای نگهداری انفرادی اختصاص دارد. هواخوریِ این بازداشتگاه، پشت بخش بازجویی آن قرار داد.
یکی از زندانیان سیاسی گفته‌است ساختار بازداشتگاه اطلاعات شیراز به این شکل است که راهروهایی که سلول در آن قرار دارد روبه‌روی یکدیگر ساخته شده‌است و زمانی که در یک سلول در راهروی روبه‌رو و حتی در راهرویی که سلول فرد وجود دارد باز می‌شود، تصور می‌کنید در سلول شما باز می‌شود و این انتظار در طولانی مدت باعث فشارهای روانی می‌شود.استفاده کردن از افراد خانواده برای اعترافات این جریان در زمان موسوی تبار دادستان انقلاب شیراز ادامه پیدا کرد و شدت زیادی گرفت. و خیلی ها  از بازداشتگاه‌های مخوف پلاک ۱۰۰ به صورت یک زندان سری یاد می‌کنند..

### نوید افکاری
نوید افکاری کشتی‌گیر ایرانی و از معترضان اعتراضات مرداد ۱۳۹۷ که در ۲۲ شهریور ۱۳۹۹  در زندان عادل آباد شیراز اعدام شد در این بازداشتگاه بود.